# Ingerophrynus philippinicus
Ingerophrynus philippinicus är en groddjursart som först beskrevs av George Albert Boulenger 1887.  Ingerophrynus philippinicus ingår i släktet Ingerophrynus och familjen paddor. IUCN kategoriserar arten globalt som livskraftig. Inga underarter finns listade i Catalogue of Life.